# Амангильдино (Абзелиловский район)
Аманги́льдино (баш. Амангилде ) — село в Абзелиловском районе Республики Башкортостан России, административный центр Амангильдинского сельсовета. Согласно переписи 2020 года население составляло 633 человека. 
В черте села в реку Большой Кизил впадает река Тай-Маништы.

## Население
| 1968 | 2002 | 2009 | 2010 |
| ---- | ---- | ---- | ---- |
| 505  | ↗835 | ↘779 | ↘651 |

Согласно переписи 2002 года, преобладающая национальность — башкиры (100 %).

## Географическое положение
Расстояние до:

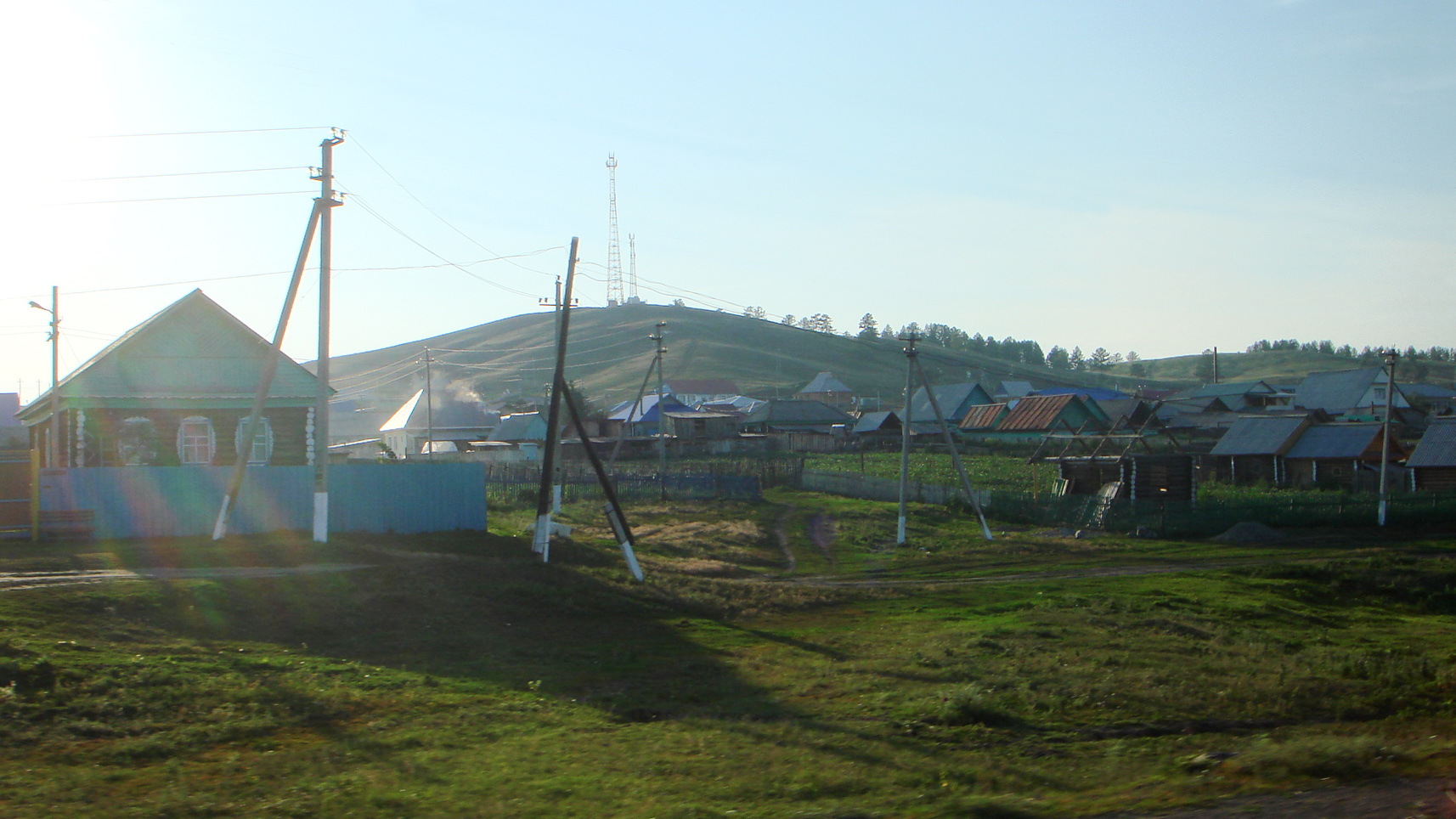
Деревня Амангильдино

- районного центра (Аскарово): 25 км,
- ближайшей железнодорожной станции (Магнитогорск-Пассажирский): 77 км.

## Религия
В селе есть мечеть.

## Известные уроженцы
В селе родился поэт и переводчик Асхаль Ахмат-Хужа.

## Происхождение названия
От башкирского личного имени баш. Амангилде  (рус. Амангильды)